# Chorégies d'Orange
Il festival Chorégies d'Orange è una manifestazione artistica annuale organizzata a Orange, in Francia, che si tiene dal 1971, con radici risalenti al 1860.
Solitamente ha luogo da luglio a agosto e prevede la messa in scena di opere liriche presso il teatro romano di Orange.

## Storia

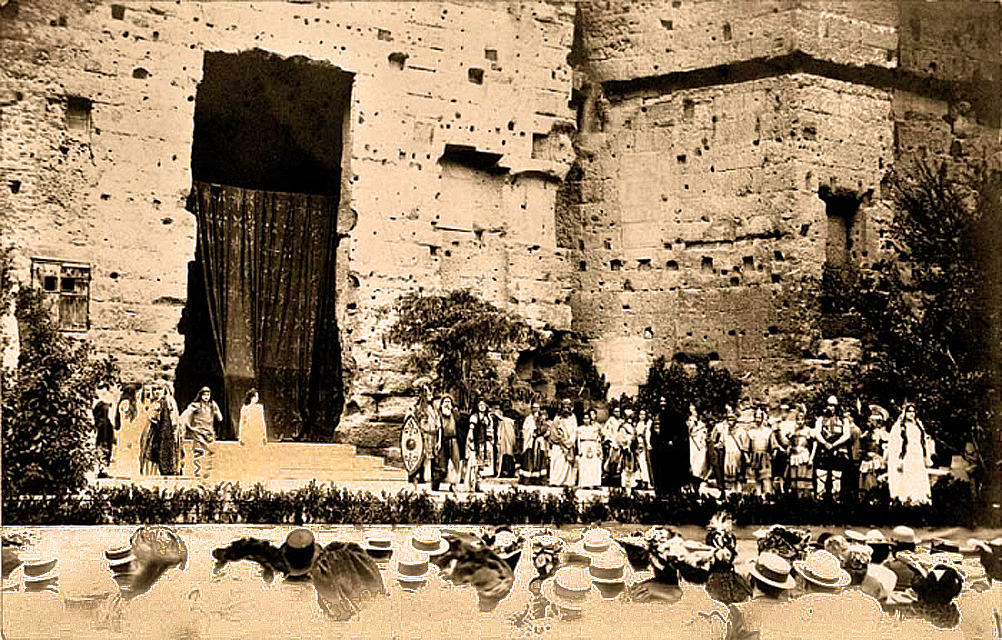
Un'immagine delle Fêtes romaines (antesignane delle Chorégies) al teatro di Orange nel 1869.

A distanza di qualche decennio dall'avvio dei restauri al teatro romano di Orange (iniziati nel 1825), a partire dal 1860 esso iniziò a essere usato come scenario per rappresentazioni teatrali, che nel 1869 vennero denominate Fêtes romaines ("feste romane") in occasione della messa in scena dell'opera Joseph di Étienne Nicolas Méhul. Volendo considerare queste iniziative come i prodromi di quanto realizzato nei secoli successivi, la manifestazione costituisce il più antico festival teatrale e musicale di Francia.
L'adozione del nome Chorégies (derivante da χορός, coro in greco antico) risale al 1902 e voleva omaggiare l'eccezionale acustica del teatro romano.
Fino al 1969 le Chorégies presentarono un cartellone di teatro, opera e concerti con i nomi più di grido della scena francese; memorabili furono le interpretazioni di Sarah Bernhardt nella Fedra di Racine nel 1903, o ancora l'allestimento dell'Edipo re di Sofocle curato da Jules Lacroix, nonché le rappresentazioni di Andromaca di Racine e dell'Antigone di Sofocle. Il 1º agosto 1904 il teatro di Orange accolse la prima del Dioniso, tragedia lirica in tre atti di Joachim Gasquet. I cast e gli allestimenti vennero monopolizzati dall'Opéra de Paris e dalla Comédie-Française fino alla seconda guerra mondiale, dopo la quale vi fu un'apertura alle compagini teatrali private, come quella di Renaud-Barrault, che nel 1965 portò in scena El cerco de Numancia di Miguel Cervantes.
Nel 1969 la parte teatrale lasciò la Chorégies e si aggregò al Festival d'Avignone. Due anni dopo, nel 1971, il festival di Orange fu riorganizzato sotto la denominazione di Nouvelles Chorégies: per volontà del ministro della cultura Jacques Duhamel il calendario fu dedicato alla sola musica classica, con un cartellone di sei serate "spalmate" su un mese, con la messa in scena di due opere e due concerti. La scelta fu remunerativa e le Chorégies (grazie al coinvolgimento di cast internazionali) raggiunsero una nuova dimensione.

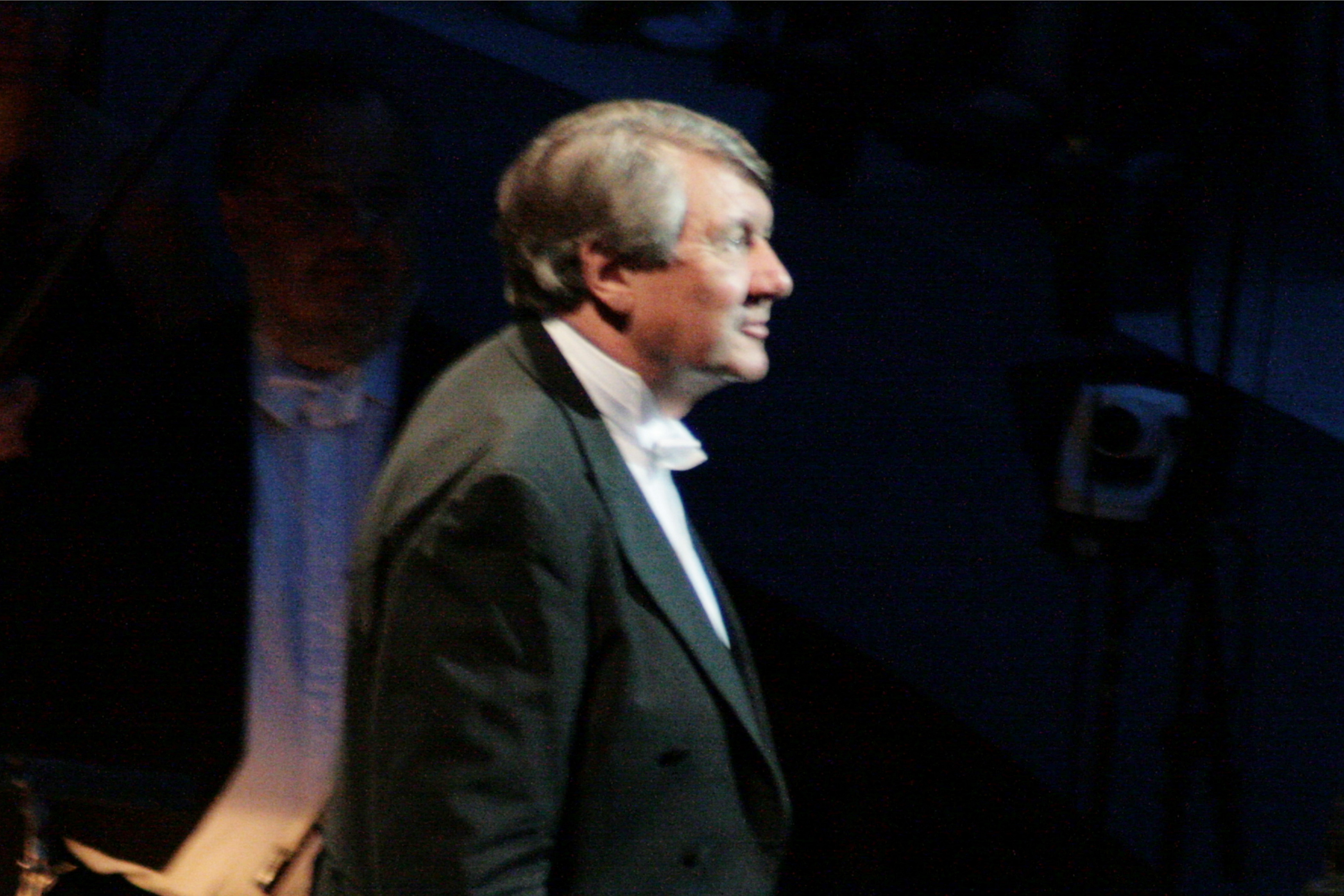
Michel Plasson, direttore musicale delle Chorégies nel 2008.

Fino al 1995 il presidente del comitato organizzatore era il sindaco di Orange. Nel 1995 tuttavia l'elezione a primo cittadino di Jacques Bompard, ex militante del partito d'estrema destra Front National, causò malumori in seno al comitato, che non lo elesse alla presidenza e minacciò di lasciare la città e trasferire la manifestazione altrove. L'impasse si risolse solo nel 1999 con la stipula di un accordo di finanziamento pluriennale del municipio a beneficio del festival, con relativa garanzia d'indipendenza operativa.
Il 17 giugno 2011, in occasione del 40º anniversario del rilancio delle Chorégies, la Comédie-Française realizzò una rappresentazione speciale dell'Andromaca di Racine, per la regia di Muriel Mayette.
Sotto la direzione artistica di Raymond Duffaut venne rafforzata la connotazione internazionale del festival, che nel giugno 2011 coprodusse una messa in scena di Aida di Giuseppe Verdi al festival lirico di Masada, oltre a realizzare ulteriori produzioni "fuori porta" ad Abu Dhabi e in Qatar.
Dal 2016 la direzione artistica è affidata a Jean-Louis Grinda.

## Ambientazione
Tutte le rappresentazioni e i concerti hanno luogo al teatro romano di Orange, costruito nel I secolo e capace di accogliere circa 8 600 spettatori. Esso dispone di un frons scaenae alto 37 metri, che oltre a offrire ampio spazio alla creatività degli scenografi, garantisce un'ottima acustica al teatro, che è completamente all'aperto.
La natura outdoor del festival vincola fortemente le rappresentazioni alle condizioni meteorologiche: talvolta gli spettacoli hanno dovuto essere rinviati o annullati, anche all'ultimo minuto, a causa di improvvisi rovesci o perché il maltempo dei giorni antecedenti aveva reso impossibile eseguire le prove.

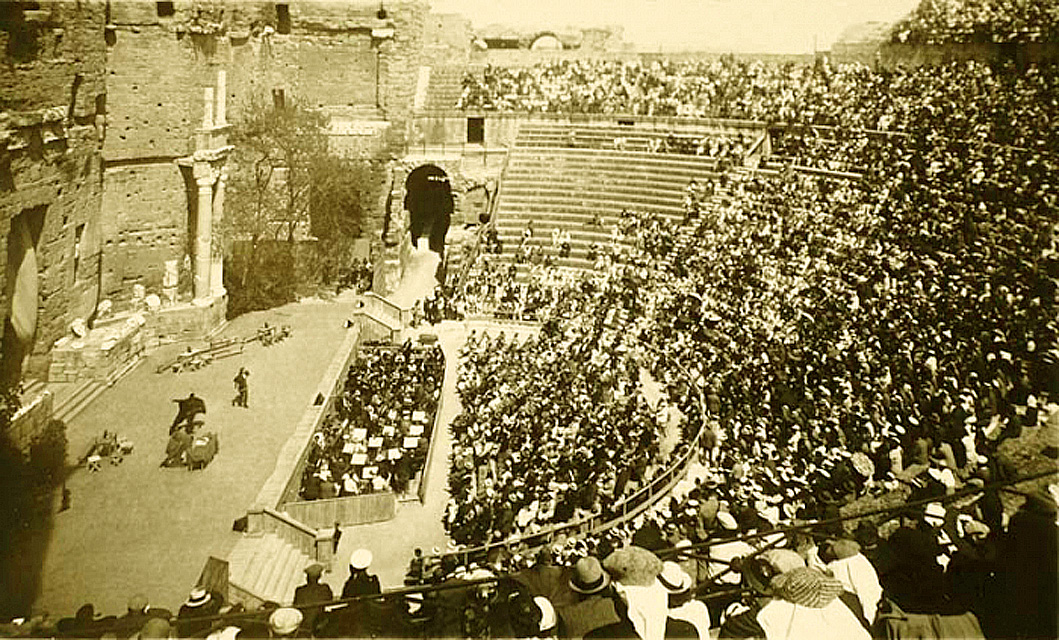
Una rappresentazione alle Chorégies del 1920.
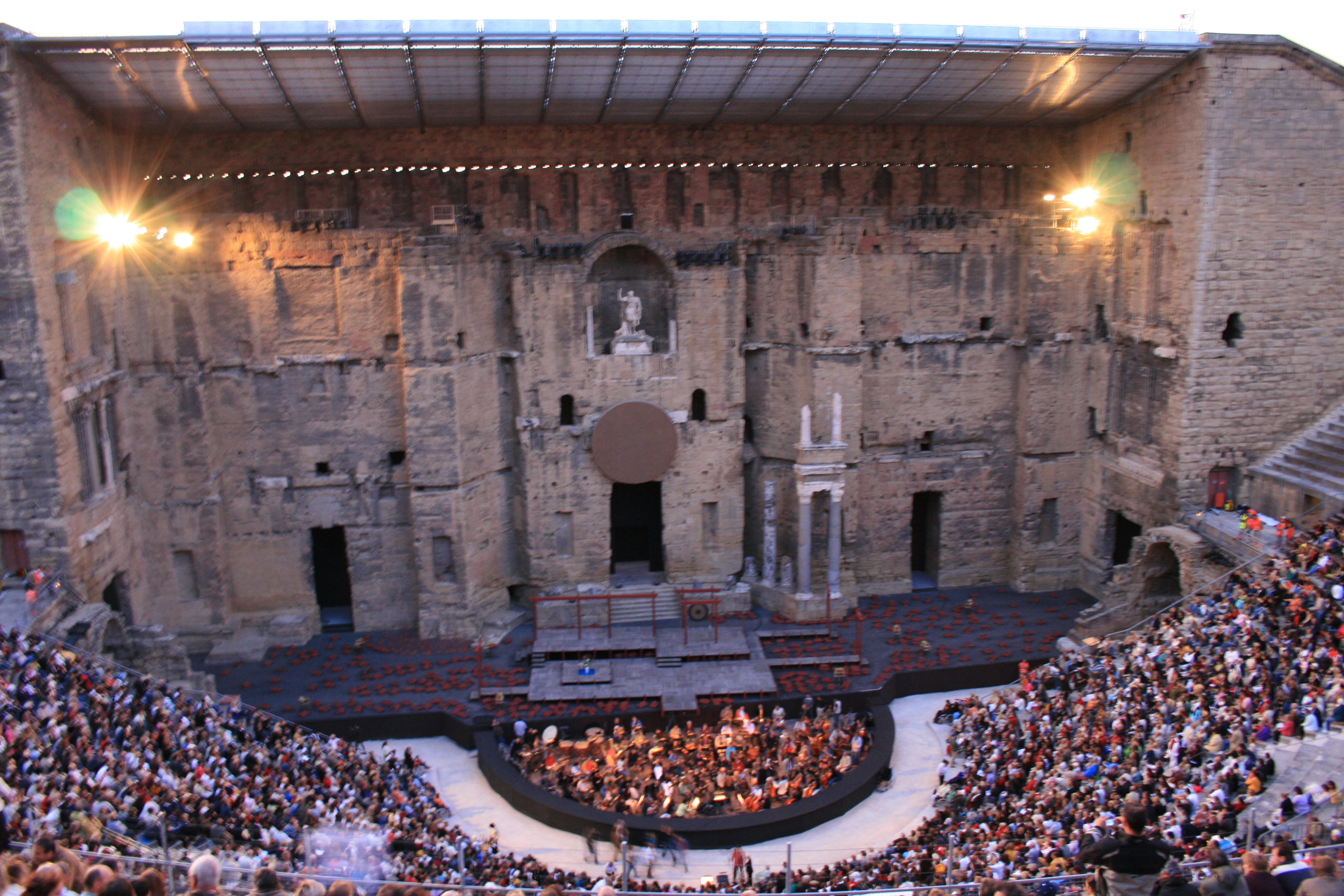
Una rappresentazione alle Chorégies del 2007.
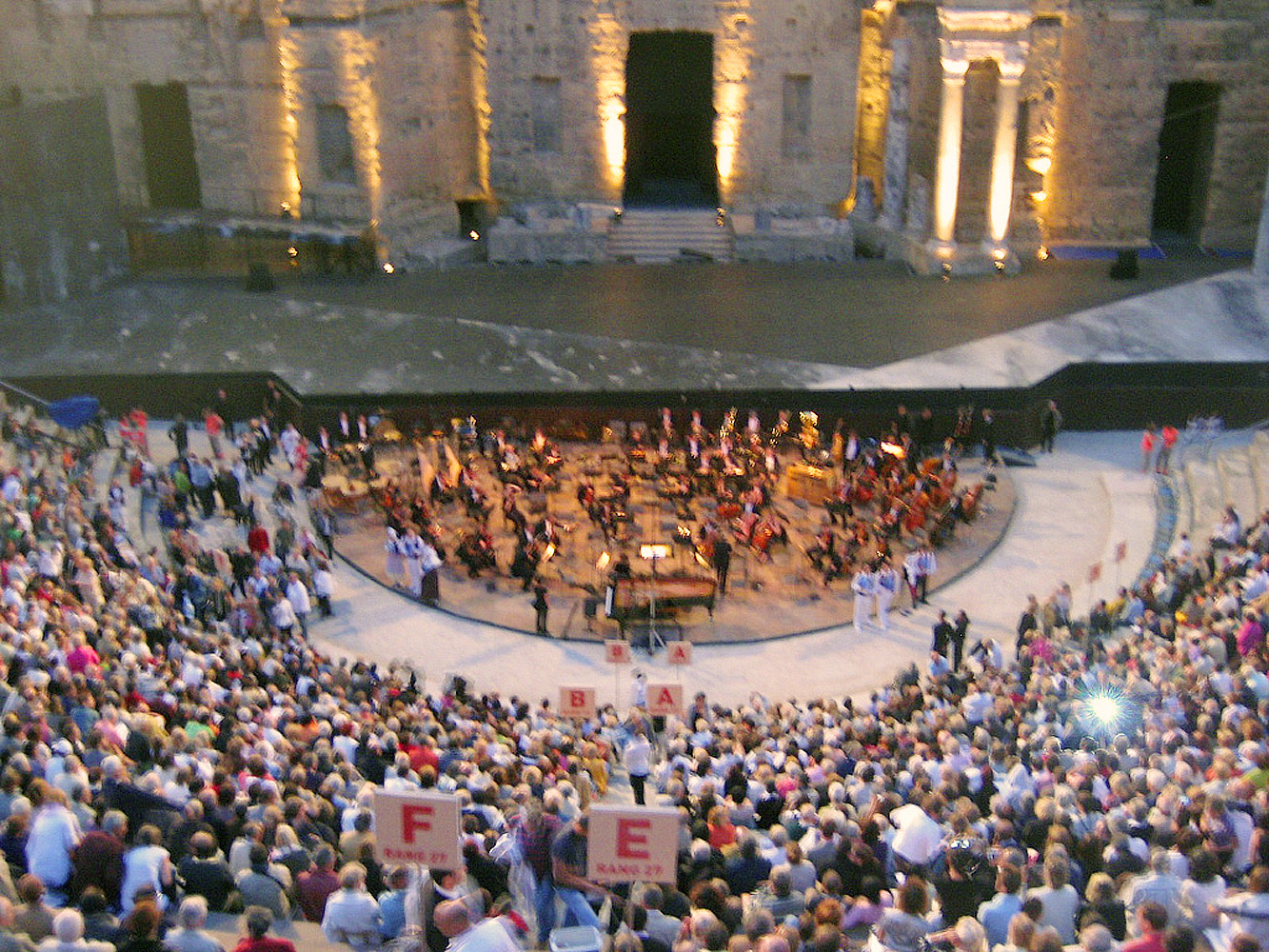
Una rappresentazione alle Chorégies del 2009.

## Finanziamento
Il festival riesce ad autofinanziare gran parte delle sue attività, con appena il 15% del budget garantito da sovvenzioni pubbliche (laddove invece, a titolo d'esempio, il Festival d'Aix-en-Provence e il Festival d'Avignone coprono il 45% dei costi con tali contributi). Nel 2011 il budget era di 4,7 milioni di euro, dei quali 3,5 milioni garantiti dalla sola vendita dei biglietti. La natura "popolare" del festival, che per essere economicamente sostenibile deve riempire il più possibile gli oltre 8 000 posti del teatro romano, obbliga gli organizzatori a trovare un attento bilanciamento tra grandi opere (passibili di registrare il tutto esaurito) e proposte nuove o d'essai (che invece possono non attirare una cornice di pubblico altrettanto vasta).
Lo Stato francese e le autorità locali, per la loro parte, versano alle Chorégies circa 890 000 euro all'anno.

## Opere rappresentate dal 1968 in poi
| Edizione | Opera                            | Compositore                            | Direttore d'orchestra       | Regia                  |
| -------- | -------------------------------- | -------------------------------------- | --------------------------- | ---------------------- |
| 1968     | Aida                             | Giuseppe Verdi                         | Giuseppe Morelli            | Gérard Boireau         |
| 1969     | Faust                            | Charles Gounod                         | Louis de Froment            | Gérard Boireau         |
| 1970     | Mireille                         | Charles Gounod                         | Louis de Froment            | Gérard Boireau         |
| 1972     | Il Trovatore                     | Giuseppe Verdi                         | Reynald Giovaninetti        | Charles Hamilton       |
| 1973     | Tristano e Isotta                | Richard Wagner                         | Karl Böhm                   | Nikolaus Lehnhoff      |
| 1974     | Salomè                           | Richard Strauss                        | Rudolf Kempe                | Alfred Wopmann         |
| 1974     | Norma                            | Vincenzo Bellini                       | Giuseppe Patanè             | Sandro Sequi           |
| 1975     | La Valchiria                     | Richard Wagner                         | Rudolf Kempe                | Paul Hager             |
| 1975     | Otello                           | Giuseppe Verdi                         | Lorin Maazel                | Giancarlo Sbragia      |
| 1976     | Aida                             | Giuseppe Verdi                         | Thomas Schippers            | Sandro Sequi           |
| 1976     | Lohengrin                        | Richard Wagner                         | Marek Janowski              | August Everding        |
| 1977     | Lucia di Lammermoor              | Gaetano Donizetti                      | Carlo Felice Cillario       | Gian Carlo Sbragia     |
| 1977     | Fidelio                          | Ludwig van Beethoven                   | Zubin Mehta                 | Alfred Wopmann         |
| 1978     | Sansone e Dalila                 | Saint-Saëns                            | Daniel Barenboim            | Carlo Maestrini        |
| 1978     | Macbeth                          | Giuseppe Verdi                         | Nello Santi                 | Sandro Sequi           |
| 1979     | Turandot                         | Giacomo Puccini                        | Nello Santi                 | Alfred Wopmann         |
| 1979     | Parsifal                         | Richard Wagner                         | Wolfgang Sawallisch         | August Everding        |
| 1980     | Rigoletto                        | Giuseppe Verdi                         | Lamberto Gardelli           | Leif Söderström        |
| 1980     | L'olandese volante               | Richard Wagner                         | Michael Tilson Thomas       | Helge Thoma            |
| 1981     | Il flauto magico                 | Wolfgang Amadeus Mozart                | John Eliot Gardiner         | Alfred Wopmann         |
| 1981     | Il Trovatore                     | Giuseppe Verdi                         | Garcia Navarro              | Giancarlo del Monaco   |
| 1982     | La forza del destino             | Giuseppe Verdi                         | Miguel Angel Gómez-Martínez | Margarita Wallmann     |
| 1982     | Nabucco                          | Giuseppe Verdi                         | Maurizio Arena              | Gérard Boireau         |
| 1983     | Aida                             | Giuseppe Verdi                         | Michelangelo Veltri         | Giancarlo del Monaco   |
| 1983     | La Gioconda                      | Amilcare Ponchielli                    | Eugenio Marco               | Paolo Trevisi          |
| 1983     | Turandot                         | Giacomo Puccini                        | Gaetano Delogu              | Gérard Boireau         |
| 1984     | Don Carlo                        | Giuseppe Verdi                         | Thomas Fulton               | Jean-Claude Auvray     |
| 1984     | Carmen                           | Georges Bizet                          | Jean-Claude Casadesus       | René Terrasson         |
| 1985     | Simon Boccanegra                 | Giuseppe Verdi                         | Maurizio Arena              | Jacques Karpo          |
| 1985     | Boris Godunov                    | Modest Mussorgskij                     | Thomas Fulton               | Jean-Claude Auvray     |
| 1986     | Tannhäuser                       | Richard Wagner                         | Christof Perick             | Jacques Karpo          |
| 1986     | Macbeth                          | Giuseppe Verdi                         | Thomas Fulton               | Patrika Ionesco        |
| 1987     | L'olandese volante               | Richard Wagner                         | Christof Perick             | Nicolas Joel           |
| 1987     | Hérodiade                        | Jules Massenet                         | Jacques Delacôte            | Lofti Mansouri         |
| 1988     | L'anello del Nibelungo           | Richard Wagner                         | Marek Janowski              | Jean-Claude Riber      |
| 1989     | Il flauto magico                 | Wolfgang Amadeus Mozart                | Hans Graf                   | Richard Dembo          |
| 1989     | Nabucco                          | Giuseppe Verdi                         | Thomas Fulton               | Nicolas Joel           |
| 1990     | Don Carlo                        | Giuseppe Verdi                         | Thomas Fulton               | Jean-Claude Auvray     |
| 1990     | Faust                            | Charles Gounod                         | Michel Plasson              | Nicolas Joel           |
| 1991     | Elettra                          | Richard Strauss                        | Marek Janowski              | Jean-Claude Auvray     |
| 1991     | Aida                             | Giuseppe Verdi                         | Michel Plasson              | Nicolas Joel           |
| 1992     | Carmen                           | Georges Bizet                          | Michel Plasson              | Yannis Kokkos          |
| 1992     | Il Trovatore                     | Giuseppe Verdi                         | Thomas Fulton               | Vittorio Rossi         |
| 1993     | La Traviata                      | Giuseppe Verdi                         | Michel Plasson              | Francesca Zambello     |
| 1993     | Otello                           | Giuseppe Verdi                         | Alain Guingal               | Andrei Șerban          |
| 1994     | Nabucco                          | Giuseppe Verdi                         | Maurizio Arena              | Nicolas Joel           |
| 1994     | Tosca                            | Giacomo Puccini                        | Michel Plasson              | Yannis Kokkos          |
| 1995     | Aida                             | Giuseppe Verdi                         | Georges Prêtre              | Charles Roubaud        |
| 1995     | Rigoletto                        | Giuseppe Verdi                         | Pinchas Steinberg           | Dieter Kaegi           |
| 1996     | Don Giovanni                     | Wolfgang Amadeus Mozart                | Jeffrey Tate                | Yannis Kokkos          |
| 1996     | La forza del destino             | Giuseppe Verdi                         | Michel Plasson              | Jean-Claude Auvray     |
| 1997     | Lucia di Lammermoor              | Gaetano Donizetti                      | Louis Langrée               | Robert Fortune         |
| 1997     | Turandot                         | Giacomo Puccini                        | Michel Plasson              | Charles Roubaud        |
| 1997     | Tristano e Isotta                | Richard Wagner                         | Marek Janowski              | versione concertistica |
| 1998     | Carmen                           | Georges Bizet                          | Michel Plasson              | Nicolas Joel           |
| 1998     | Nabucco                          | Giuseppe Verdi                         | Leonard Slatkin             | Stefano Vizioli        |
| 1999     | La Traviata                      | Giuseppe Verdi                         | Bertrand de Billy           | Robert Fortune         |
| 1999     | Norma                            | Vincenzo Bellini                       | Evelino Pidò                | Charles Roubaud        |
| 2000     | Tosca                            | Giacomo Puccini                        | Gary Bertini                | Jean-Claude Auvray     |
| 2000     | I racconti di Hoffmann           | Jacques Offenbach                      | Michel Plasson              | Jérôme Savary          |
| 2001     | Don Carlo                        | Giuseppe Verdi                         | Pinchas Steinberg           | Charles Roubaud        |
| 2001     | Rigoletto                        | Giuseppe Verdi                         | Marco Guidarini             | Paul-Émile Fourny      |
| 2001     | Aida                             | Giuseppe Verdi                         | Eliahu Inbal                | Nicolas Joel           |
| 2002     | Romeo e Giulietta                | Charles Gounod                         | Michel Plasson              | Nicolas Joel           |
| 2002     | Il flauto magico                 | Mozart                                 | Christopher Hogwood         | Gilles Bouillon        |
| 2003     | La Traviata                      | Giuseppe Verdi                         | Pinchas Steinberg           | Robert Fortune         |
| 2003     | Otello                           | Giuseppe Verdi                         | Evelino Pidò                | Nicolas Joel           |
| 2004     | Carmen                           | Georges Bizet                          | Myung-Whun Chung            | Jérôme Savary          |
| 2004     | Nabucco                          | Giuseppe Verdi                         | Pinchas Steinberg           | Charles Roubaud        |
| 2005     | La bohème                        | Giacomo Puccini                        | Jesus Lopez-Cobos           | Nicolas Joel           |
| 2005     | I racconti di Hoffmann           | Jacques Offenbach                      | Michel Plasson              | Jérôme Savary          |
| 2006     | Aida                             | Giuseppe Verdi                         | Michel Plasson              | Charles Roubaud        |
| 2006     | Lucia di Lammermoor              | Gaetano Donizetti                      | Marco Guidarini             | Paul-Émile Fourny      |
| 2007     | Madama Butterfly                 | Giacomo Puccini                        | Yutaka Sado                 | Mireille Larroche      |
| 2007     | Il Trovatore                     | Giuseppe Verdi                         | Gianandrea Noseda           | Charles Roubaud        |
| 2008     | Carmen                           | Georges Bizet                          | Michel Plasson              | Nadine Duffaut         |
| 2008     | Faust                            | Charles Gounod                         | Michel Plasson              | Nicolas Joel           |
| 2009     | La Traviata                      | Giuseppe Verdi                         | Myung-Whun Chung            | Frédéric Bélier-Garcia |
| 2009     | Cavalleria Rusticana / Pagliacci | Pietro Mascagni / Ruggiero Leoncavallo | Georges Prêtre              | Jean-Claude Auvray     |
| 2010     | Tosca                            | Giacomo Puccini                        | Mikko Franck                | Nadine Duffaut         |
| 2010     | Mireille                         | Charles Gounod                         | Alain Altinoglu             | Robert Fortune         |
| 2011     | Aida                             | Giuseppe Verdi                         | Tugan Sokhiev               | Charles Roubaud        |
| 2011     | Rigoletto                        | Giuseppe Verdi                         | Roberto Rizzi-Brignoli      | Paul-Émile Fourny      |
| 2012     | La bohème                        | Giacomo Puccini                        | Myung-Whun Chung            | Nadine Duffaut         |
| 2012     | Turandot                         | Giacomo Puccini                        | Michel Plasson              | Charles Roubaud        |
| 2013     | L'olandese volante               | Richard Wagner                         | Mikko Franck                | Charles Roubaud        |
| 2013     | Un ballo in maschera             | Giuseppe Verdi                         | Alain Altinoglu             | Jean-Claude Auvray     |
| 2014     | Nabucco                          | Giuseppe Verdi                         | Pinchas Steinberg           | Jean-Paul Scarpitta    |
| 2014     | Otello                           | Giuseppe Verdi                         | Myung-Whun Chung            | Nadine Duffaut         |
| 2015     | Carmen                           | Georges Bizet                          | Mikko Franck                | Louis Désiré           |
| 2015     | Il Trovatore                     | Giuseppe Verdi                         | Bertrand de Billy           | Charles Roubaud        |
| 2016     | Madame Butterfly                 | Giacomo Puccini                        | Mikko Franck                | Nadine Duffaut         |
| 2016     | La Traviata                      | Giuseppe Verdi                         | Daniele Rustioni            | Louis Désiré           |
| 2017     | Rigoletto                        | Giuseppe Verdi                         | Mikko Franck                | Charles Roubaud        |
| 2017     | Aida                             | Giuseppe Verdi                         | Paolo Arrivabeni            | Paul-Émile Fourny      |
| 2018     | Mefistofele                      | Arrigo Boito                           | Giampaolo Bisanti           | Jean-Louis Grinda      |
| 2018     | Il barbiere di Siviglia          | Gioachino Rossini                      | Nathalie Stutzmann          | Adriano Sinivia        |
| 2019     | Guglielmo Tell                   | Gioachino Rossini                      | Gianluca Capuano            | Jean-Louis Grinda      |
| 2019     | Don Giovanni                     | Wolfgang Amadeus Mozart                | Frédéric Chaslin            | Davide Livermore       |

L'edizione 2020 delle Chorègies venne annullata a causa della pandemia di COVID-19, con la sola eccezione del concerto Musiques en fête, trasmesso in diretta televisiva e a porte chiuse. Dal 2021 il programma è ripreso nella sua integralità.
| Edizione | Opera            | Compositore         | Direttore d'orchestra | Regia             |
| -------- | ---------------- | ------------------- | --------------------- | ----------------- |
| 2021     | Sansone e Dalila | Camille Saint-Saëns |                       |                   |
| 2022     | L'Elisir d’amore | Gaetano Donizetti   | Giacomo Sagripanti    | Adriano Sinivia   |
| 2022     | La Gioconda      | Amilcare Ponchielli | Daniele Callegari     | Jean-Louis Grinda |
| 2023     | Carmen           | Georges Bizet       | Clelia Cafiero        | Jean-Louis Grinda |